# ريكاردو ماركيز
ريكاردو ماركيز (بالبرتغالية: Ricardo Marques Ribeiro‏) هو حكم كرة قدم برازيلي، ولد في 18 يونيو 1979 في بيلو هوريزونتي في البرازيل.